# Crotalus enyo
Crotalus enyo este o specie de șerpi din genul Crotalus, familia Viperidae, descrisă de Cope 1861. A fost clasificată de IUCN ca specie cu risc scăzut.

## Subspecii
Această specie cuprinde următoarele subspecii:
- C. e. cerralvensis
- C. e. furvus
- C. e. enyo